# داگلاس فیتزجرالد مک کانل
داگلاس فیتزجرالد مک کانل (انگلیسی: Douglas McConnel؛ ۹ ژوئن ۱۸۹۳ – ۷ فوریه ۱۹۶۱) فرد نظامی اهل بریتانیا بود. وی همچنین برندهٔ جوایزی همچون نشان حمام و نشان امپراتوری بریتانیا شده‌است.